# George Lindgren, Baron Lindgren
George Samuel Lindgren, Baron Lindgren OStJ DL JP (* 11. November 1900 in Islington, London; † 8. September 1971) war ein britischer Politiker der Labour Party, der vierzehn Jahre lang Abgeordneter des House of Commons war und 1961 als Life Peer Mitglied des House of Lords wurde.

## Leben

### Unterhausabgeordneter
Lindgren arbeitete nach dem Besuch der Hungerford Road Elementary School als Büroangestellter bei der London and North Eastern Railway (LNER) und engagierte sich gewerkschaftlich zwischen 1933 und 1946 als Mitglied des Nationalen Exekutivkomitees der Eisenbahngesellschaften.
Nachdem er bei den Unterhauswahlen vom 14. November 1935 ohne Erfolg für die Labour Party im Wahlkreis Hitchin kandidiert hatte, wurde er bei den Unterhauswahlen am 5. Juli 1945 erstmals für die Labour Party im Wahlkreis Wellingborough zum Abgeordneten in das House of Commons gewählt. Dabei gelang es ihm Archibald James, den bisherigen Wahlkreisinhaber von der Conservative Party zu schlagen. Während er 57,71 Prozent der Wählerstimmen erhielt, fielen auf James nur noch 42,29 Prozent der Stimmen. Lindgren vertrat den Wahlkreis Wellingborough bis zu seiner eigenen knappen Niederlage gegen Michael Hamilton bei den Unterhauswahlen am 8. Oktober 1959.

### Juniorminister und Oberhausmitglied
Unmittelbar nach seiner ersten Wahl ins Unterhaus und der Bildung der ersten Labour-Regierung nach dem Zweiten Weltkrieg wurde Lindgren von Premierminister Clement Attlee 1945 zum Parlamentarischen Sekretär beim Minister für die Nationale Versicherung (Minister of National Insurance), James Griffiths, ernannt. 1946 wechselte er als Parlamentarischer Sekretär zum Minister für Zivilluftfahrt (Minister of Civil Aviation), Harry Nathan, und bekleidete diese Funktion auch unter Nathans Nachfolger Frank Pakenham, Baron Pakenham bis 1950. Zuletzt war Lindgren in der Regierung Attlee von 1950 bis zu Niederlage der Labour Party bei den Unterhauswahlen am 25. Oktober 1951 Parlamentarischer Sekretär beim Minister für Kommunalverwaltung und Planung (Minister of Local Government and Planning), Hugh Dalton.
Lindgren, der in der Folgezeit unter anderem Deputy Lieutenant und Friedensrichter (Justice of the Peace) war, wurde durch ein Letters Patent vom 9. Februar 1961 als Life Peer mit dem Titel Baron Lindgren, of Welwyn Garden City in the County of Hertfordshire, in den Adelsstand erhoben und war dadurch bis zu seinem Tod Mitglied des House of Lords.
Nach dem Wahlsieg der Labour Party bei den Unterhauswahlen am 15. Oktober 1964 wurde er Parlamentarischer Sekretär beim Verkehrsminister (Minister of Transport), Tom Fraser, und übte dieses Amt zwischen Dezember 1965 und Januar 1966 auch bei Frasers Nachfolgerin Barbara Castle aus. Zuletzt war Baron Lindgren, der 1965 mit dem Offizierskreuz des Order of Saint John ausgezeichnet wurde, zwischen Januar und April 1966 Parlamentarischer Sekretär beim Energieminister (Minister of Power), Fred Lee.